# Schwäbische Condottieri

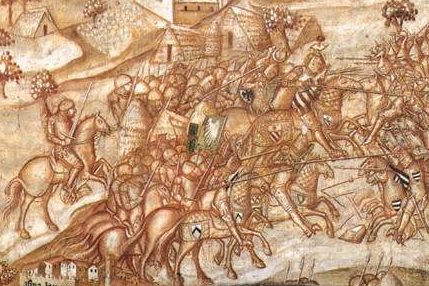
Hugo von Melchingen (Ugo dell' Alla – Hugo mit dem Flügel) in der Schlacht von Val di Chiana

Neben Söldnern aus Frankreich, Ungarn und England traten im Italien des 14. Jahrhunderts auch Schwäbische Condottieri auf. Die Anzahl der deutschen Söldner in dieser Zeit ist nach Tausenden zu zählen. Auf Grund der geografischen Nähe, aber auch weil gerade in dieser Region der niedere Adel nicht in landsässigen Lehensverpflichtungen stand, kam eine große Zahl dieser Söldner aus Schwaben.
Nach dem Italienzug König Heinrichs VII. im Jahr 1313 blieben viele deutsche Adelige aus seinem Heer in Italien und verdingten sich als Söldner. Dennoch sind, wie man Söldnerlisten der Stadt Pisa entnehmen kann, deutliche Konjunkturen für das Auftreten solcher Söldner in Italien festzustellen: 1316, 1322, 1328 und zwischen 1344 und 1363.
In den aus Italien zurückgekehrten Niederadeligen wird ein Erklärungsansatz für das verstärkte Auftreten von Adelsgesellschaften gerade in Südwestdeutschland in den 1360er Jahren gesehen.

## Netzwerke

### Werner von Urslingen
Einer der namhaftesten deutschen Söldnerführer war Herzog Werner von Urslingen (Irslingen bei Rottweil). Ob Familientradition für sein Engagement in Italien eine Rolle gespielt hat – den Herzogstitel hatte ein Vorfahr aus Italien mitgebracht –, ist Spekulation. Seit 1337 war er überwiegend in Italien. Als Condottiere der Magna Societas (Große Kompanie der Deutschen) kämpfte er für Venedig, für die Visconti in Mailand, 1347 mit König Ludwig von Ungarn gegen Johanna von Neapel und kurz darauf mit Johanna gegen Ludwig. Um 1350 hatte er, im Sold des Papstes, 1.150 Reiter unter sich und bezog einen Sold von 1.000 Gulden monatlich. Dies war der höchste Sold, der je einem deutschen Reiterführer in Italien bezahlt wurde. 1351 lebte er wieder in Süddeutschland.
Werner von Urslingen war das Vorbild für ganze Netzwerke an Vätern und Söhnen, Geschwistern und Freunden, die sich von Schwaben aus gemeinsam nach Italien begaben. Oft wurden bereits Banner von 16 bis 40 Reitern in Schwaben zusammengestellt, die sich dann in Italien zu größeren Kompanien vereinigten. Diese rekrutierten sich aus Niederadeligen, Bürgern der Städte, wie Ulm, Konstanz, Nürnberg oder Straßburg, aber auch aus den Dörfern ihrer Anführer.

### Konrad von Landau
Konrad von Landau war möglicherweise seit 1338, ganz sicher aber seit 1349 in der Magna Societas. Friedrich von Wartenberg befand sich 1350 in der Kompanie Urslingens. 1357 kam sein Bruder Oswald dazu. Oswald war mit Clara, einer der Schwestern Konrads von Landau, verheiratet. Mit den in Italien verdienten Geldern war es den Grafen von Landau möglich, ihre 1323 verkaufte Stammburg bereits 1356 wieder zurückzukaufen. Konrad von Landau fiel Anfang 1363 im Dienst der Visconti.
Die Grafen Rudolf und Hermann von Sulz schlossen sich 1357 der Kompanie an. Rudolf befand sich 1360 wieder in der Heimat. Er bestritt dort das Hofrichteramt in Rottweil. Im Jahr 1372 erwarb er von seinem früheren Kampfgenossen Oswald von Wartenberg die Pfandschaft Tuttlingen.
Auch die Brüder Berthold, Heinrich und Johann von Lupfen gehören zum Bekanntenkreis. Heinrich und Berthold kämpften 1351 und 1364 in der großen Kompanie. Johann zwischen 1351 und 1363 für die Stadt Perugia.
Ebenfalls aus dem Umkreis stammte Graf Burkhard von Hohenberg. Er befand sich 1354 bei der Kompanie. Er wurde am 25. Juli 1358 bei einem Überfall auf die Kompanie bei Val di Lamone getötet.

### Hugo von Melchingen
Ein weiteres Netzwerk kann im Umfeld des Ugo dell’ Ala („Hugo mit dem Flügel“) beobachtet werden. Es handelte sich dabei um Hugo von Melchingen. Der Name bezog sich auf das Wappen des Melchingers. Abgebildet ist es auf einem Schlachtengemälde des Malers Lippo Vanni über die Schlacht von Val di Chiana (1363), das auf der Wand des Sala del Mappamondo („Saal der Weltkarte“) im Palazzo Pubblico von Siena abgebildet ist. Hier kämpfte er als Reiterführer der Compagnia del Fiore unter dem Kriegskapitän Francesco Orsini.
Im Gefolge von Hugo von Melchingen befanden sich sein Nachbar Konrad von Burladingen und die Brüder Benz und Hans von Salmendingen. Ebenfalls zur Compagnia gehörten die Brüder Konrad und Werner Schenk von Stauffenberg und Anselm von Hölnstein.

## Sold als Existenzsicherung

### Grafen von Landau
Die Grafen von Landau verdeutlichen, wie der Dienst in Italien auch die soziale Absicherung sicherstellte. Die beiden jüngeren Brüder Konrads stammten wohl aus einer nicht ebenbürtigen zweiten Heirat ihres Vaters. Jedenfalls werden sie in deutschen Quellen nicht mit dem Titel Graf bezeichnet, in den italienischen aber schon. Graf Eberhard tauchte ab 1371 in Italien auf. Nachdem er noch 1381 im Sold von Florenz und 1382 in dem von Perugia stand, brechen danach die Quellen über ihn ab. Ob er, wie sein Bruder Konrad, im Kampf getötet wurde, ist nicht bekannt.
Graf Ludwig von Landau (Lutz) war zunächst ab 1369/70 im Dienst der Stadt Florenz. 1372 führte er für den Papst und Florenz 1 200 Lanzen ins Feld. Dann trat er zu den Visconti in Mailänder Dienste. 1376 heiratete er eine der unehelichen Tochter von Bernabò Visconti und wurde so zum Schwager von John Hawkwood. Da Bernabò Visconti viele seiner unehelichen Töchter an Condottiere, seine ehelichen Töchter aber in regierende europäische Familien vermählte, war er auch Schwager Graf Eberhards des Milden. 1377 kämpft er zusammen mit John Hawkwood vor Gubbio, 1379 kämpft er mit seinem Bruder Eberhard und Hawkwood als Kapitän im Dienst von Florenz, Siena und anderen Städten. Zwischen 1379 und 1383 hielt er sich am Hof König Wenzels in Prag auf. 1379 erwarb er die Pfandschaft über Blaubeuren und stritt sich 1390 in einer Fehde mit der Stadt Ulm um dieses Pfand. 1385 wird er aus nicht mehr zu ermittelnden Gründen von Bologna zum Verräter erklärt, 1386 gerät er in den Verdacht der Bestechlichkeit. Er beendete seine Karriere im Dienst der della Scala in Verona. Er starb 1398 und ist im Kloster Heiligkreuztal begraben.

### Konrad von Aichelberg
Konrad von Aichelberg war der Neffe Ludwig von Landaus (Lutz). Seine Mutter Guta war dessen Schwester. Er kam 1385 zu dessen Kompanie und geriet zwei Jahre später in Gefangenschaft, nach der er für die Visconti gegen Verona focht. Er kämpfte auch für Florenz, den Papst und 1389 an der Seite John Hawkwoods, mit dem er sich aber bald darauf überwarf, gegen Sienna. Er unterstützte die Este gegen die Visconti und half den Visconti gegen die Este. Die Visconti waren seine letzten Dienstherren. Von 1399 bis 1402 war er mailändischer Generalmarschall in Pisa. Er starb dort 1403 oder 1406.

### Herren von Reischach
Eine weitere Familie, die mehrere Condottieri stellte, waren die von Reischach. 1364 lassen sich vier Brüder in Italien nachweisen: Johann, Eberhard, Albrecht und Konrad. Johann Flach von Reischach ist bereits 1356 im Dienste des Kirchenstaates als Condottiere nachgewiesen. 1364 war er Marschall der Großen Kompanie, wo er mit dem Hauptmann Johann von Rietheim zusammenarbeitete. 1369 zog er im Auftrag des Papstes gegen Perugia und besiegte die Englische Kompanie. Doch Reischach und Rietheim wechselten die Fronten und kämpften mit John Hawkwood gegen den Papst, woraufhin sie gebannt wurden. 1371 stand Johann Flach von Reischach im Dienste der Visconti, 1373 wieder in dem von Perugia. 1379 gelang es ihm, möglicherweise mit Unterstützung seines Bruders, der in päpstlichen Dienst getreten war, den Bann zu lösen, wozu er sogar nach Avignon, dem seinerzeitigen Sitz des Papstes, gepilgert war. Zwischenzeitlich hielt er sich auch in Süddeutschland auf, so 1367, als er Jungnau erwarb. 1382 kehrte er endgültig nach Schwaben zurück, wo er 1383 Vogt von Schelklingen wurde.

### Johann von Rietheim
Johann von Rietheim, Reischachs Weggefährte, war bereits früher zurückgekehrt. 1356 und 1371 ist er wieder in Kaltenburg auf der Ostalb genannt. Kurz vor seinem Tod erwarb er 1371 für 12.000 Dukaten die Pfandschaften Achalm und Hohenstaufen.

### Herren von Wartstein
Seit 1354 sind Heinrich, Konrad, Otto und Hartmann von Wartstein in Italien nachgewiesen. Hiervon trat besonders Hartmann hervor. Er war zunächst in der Großen Kompanie, machte sich dann aber mit einer eigenen Truppe selbständig und trat 1356 in den Dienst Venedigs. Nach einer Niederlage gegen ungarische Söldner ging er nach Verona und stritt von dort aus jahrelang wegen seiner Bezahlung durch Venedig. Diese erfolgte dann 1362 durch feierliche Auszahlung am Altar von Sankt Jacob im Markusdom. 1357 war er aus päpstlichem Dienst wieder in die Große Kompanie gewechselt und kämpfte unter einem Grafen von Landau für Mailand. Im Jahr 1362 stellte er sich an die Spitze einer Gruppe rebellierender Hauptleute, die eine eigene Campagnia del Cappelletto (mit dem Hütchen) gründeten. Es war diese Gruppe, die in der Schlacht von Torrita von Francesco Orsini und Hugo von Melchingen geschlagen wurde. Daraufhin kehrte er in die Heimat zurück.

### Herren von Weitingen
Die Brüder Volz und Konrad von Weitingen müssen in Italien ein kleines Vermögen erworben haben, das sie in den Erwerb der Herrschaft Mülheim, die sie von den Grafen von Zollern-Schalksburg erwarben, investierten.

### Heinrich von Killer

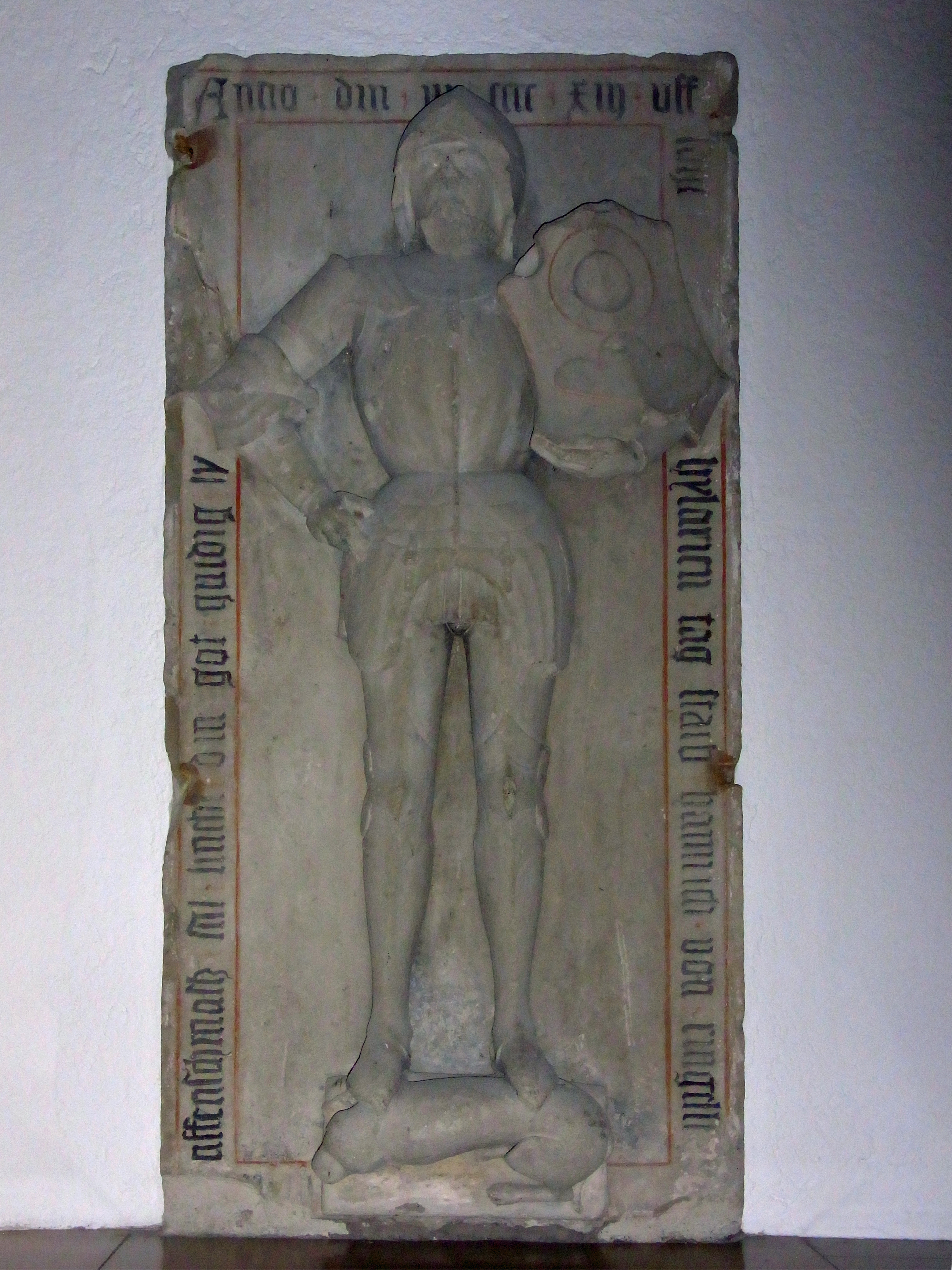
Ritter Affenschmalz

Den Beinamen Affenschmalz erwarb sich Heinrich von Killer zu Ringelstein in Italien. Er ist in einem päpstlichen Schreiben des Jahres 1375 belegt. 1393 wies er seiner Frau mit 750 Pfund Heller eine verhältnismäßig hohe Mitgift an. 1390 ist er auf Burg Hohenringingen genannt. 1404 erwarb er die Burg Hölnstein. Aber bereits ab 1404 begann er mit dem Ausverkauf der Herrschaft. Er beendete sein Leben als württembergischer Vogt der Stadt Ebingen. In der dortigen Martinskirche findet sich sein eindrucksvolles Epitaph.